# King Crimson
King Crimson est un groupe britannique de rock, originaire de Londres, en Angleterre. Il est considéré comme l'un des représentants majeurs du rock progressif, sa musique mêlant aussi jazz-rock et rock expérimental. Sa composition change continuellement tout au long de son histoire. Le guitariste Robert Fripp en est le seul membre permanent, mais il déclare qu'il ne se considère pas nécessairement comme son chef. Selon lui, King Crimson est avant tout « une façon de faire les choses, par opposition à un organisme défini », une constance musicale qui a persisté à travers l'histoire du groupe.
Montée sur la base du groupe Giles, Giles and Fripp, la première formation du groupe comprend Robert Fripp, le batteur Peter Giles, le multi-instrumentiste Ian Mc Donald et le chanteur bassiste Greg Lake, complétés par le parolier Peter Sinfield. Deux albums sont enregistrés avec ces musiciens : In the Court of the Crimson King (1969) et In the Wake of Poseidon (1970). Sur l'album Lizard (1970), le chanteur et bassiste est Gordon Haskell et le batteur Andy McCulloch. Ils sont remplacés respectivement par Boz Burrel et Ian Wallace sur l'album Islands (1971). Mel Collins a lui pris la place de Ian McDonald aux vents sur ces deux disques. Après trois albums enregistrés avec John Wetton au chant et à la basse, Bill Bruford à la batterie, David Cross au violon et le parolier Richard Palmer-James, Larks' Tongues in Aspic (1973, avec le percussionniste Jamie Muir), Starless and Bible Black (1974) et Red (1974), le groupe se sépare en 1974. C'est ainsi la fin de sa première période, caractérisée par l'utilisation dans sa musique du mellotron avec sa sonorité de cordes reconnaissable et des instruments à vent.
Le groupe se reforme en 1981, de nouveau autour de Robert Fripp et Bill Bruford, avec à la basse Tony Levin et à la guitare et au chant Adrian Belew. La musique devient plus rock, avec deux guitares électriques, l'abandon du mellotron (remplacé quelquefois par des synthétiseurs) et des instruments à vent, et l'ajout de batterie électronique. Ce quatuor enregistre trois albums avant de se séparer à nouveau en 1984 : Discipline (1981), Beat (1982), Three of a Perfect Pair (1984).
Cette formation se retrouve à nouveau en 1994, complétée par Trey Gunn à la Warr guitar et d'un deuxième batteur Pat Mastelotto. Ce sextuor enregistre l'album THRAK en 1995. Réduit à nouveau à un quatuor après les départs de Bruford et Levin, le groupe sort The Construkction of Light en 2000, puis The Power to Believe en 2003, dernier album studio de King Crimson à ce jour.
Après une nouvelle pause, le groupe se reforme en 2007 avec Fripp, Belew, Mastelotto, Levin de retour, et le batteur Gavin Harrisson. Après la tournée du 40e anniversaire en 2009, le groupe marque un nouvel arrêt. On le retrouve en 2013 sur scène, avec ces mêmes musiciens, hormis Belew remplacé par le chanteur guitariste Jakko Jakszyk (qui avait fait partie au début des années 2000 du groupe hommage à King Crimson, 21st Century Schizoid Band, avec d'anciens membres des débuts), avec en plus un 3e batteur, Bill Rieflin, et Mel Collins de retour aux vents. Avec l'arrivée de Jeremy Stacey en 2016, le groupe se singularise avec quatre batteurs jusqu'à la mort de Rieffin en 2020. Après une dernière tournée en 2021, Robert Fripp annonce la fin du groupe. 
En 2024, Beat, un nouveau groupe hommage à King Crimson est créé avec ses anciens membres Tony Levin et Adrian Belew, accompagnés par le guitariste Steve Vai et le batteur Danny Carey.

## Historique

### Origines (1967-1969)
En août 1967, les frères Giles, Michael, batteur et Peter, bassiste, originaires de Bournemouth, dans le Dorset, passent une petite annonce : ils sont à la recherche d'un organiste qui chante pour leur nouveau groupe,. C'est un guitariste originaire de cette même ville, Robert Fripp, qui leur répond. Bien que ce dernier ne chante pas, il rejoint les frères Giles pour fonder Giles, Giles and Fripp. Le trio enregistre plusieurs singles et un album, The Cheerful Insanity of Giles, Giles and Fripp, qui alternent chansons pop excentriques et plages instrumentales travaillées. Malgré quelques passages en radio et à la télé, le succès leur échappe.
Afin de diversifier leur son, Giles, Giles & Fripp recrutent Ian McDonald. Ce dernier, un multi-instrumentiste qui joue aussi bien du saxophone que de la flûte, de la clarinette, de la guitare ou des claviers, est alors en couple avec Judy Dyble, ex-chanteuse de Fairport Convention, qui collabore avec le groupe jusqu'à sa rupture avec McDonald. Une autre connaissance de McDonald entre dans l'entourage du quatuor : le poète-parolier Peter Sinfield. L'arrivée de Greg Lake, chanteur et bassiste ami de Fripp, qui remplace un Peter Giles désillusionné, complète la première formation de King Crimson, qui voit le jour en novembre 1968. C'est Sinfield qui trouve le nom du groupe.

### DeIn the Court of the Crimson KingàIslands(1969-1971)

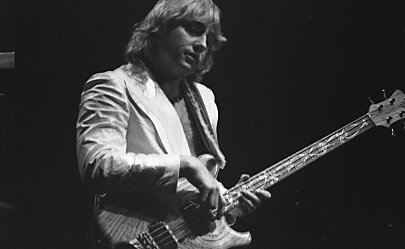
Greg Lake (ici en 1978) est le premier chanteur de King Crimson.

À ce stade, c'est McDonald qui est le principal compositeur de King Crimson, bien que Lake et Fripp participent également à l'élaboration des morceaux. Peter Sinfield se charge d'écrire les paroles et de concevoir l'éclairage scénique. L'acquisition d'un mellotron, sur l'idée de McDonald, apporte une dimension orchestrale à la musique du groupe. Après trois mois de répétitions quotidiennes, King Crimson fait ses premiers pas sur scène au Speakeasy Club de Londres le 9 avril 1969.[réf. nécessaire] Le groupe fait forte impression et acquiert rapidement une certaine notoriété. La BBC l'invite à enregistrer pour l'émission Top Gear, le patron du Marquee Club lui offre un concert hebdomadaire et plusieurs musiciens célèbres comme Jimi Hendrix ou Pete Townshend viennent l'écouter. Le 5 juillet, il joue à Hyde Park devant au moins 250 000 personnes lors du concert gratuit organisé par les Rolling Stones. The Guardian le décrit alors comme « un groupe sensationnel »[réf. nécessaire].
Le premier album de King Crimson, In the Court of the Crimson King, sort au mois d'octobre sur le label Island. Pétri d'influences variées, allant du rock psychédélique à la musique classique en passant par le jazz et la musique folk, c'est un succès aussi bien critique que commercial au Royaume-Uni comme aux États-Unis. Il est considéré comme l'un des actes fondateurs du rock progressif.
Les cinq musiciens traversent l'Atlantique pour une tournée américaine, mais des tensions créatives commencent à voir le jour entre eux. Giles et McDonald ont du mal à supporter leur soudaine célébrité, et ils ne se sentent pas à l'aise avec la direction plus sombre et complexe que souhaite prendre Fripp. Ils annoncent leur décision de quitter le groupe en pleine tournée, et la première formation de King Crimson donne son ultime concert le 16 décembre au Fillmore West de San Francisco.
Début 1970, Lake annonce à son tour son intention de partir, mais il accepte de participer au deuxième album de King Crimson, In the Wake of Poseidon, en échange de la sono du groupe. C'est donc lui qui chante toutes les chansons, sauf Cadence and Cascade, pour laquelle Fripp fait appel à son ami Gordon Haskell. Les frères Giles assurent la section rythmique en tant que simples musiciens de studio, tout comme le pianiste Keith Tippett, qui décline l'offre de rejoindre le groupe. Mel Collins assure les parties de saxophone et de flûte. Sorti en mai 1970, In the Wake of Poseidon est bien reçu par la critique, qui souligne toutefois sa forte ressemblance avec In the Court of the Crimson King.

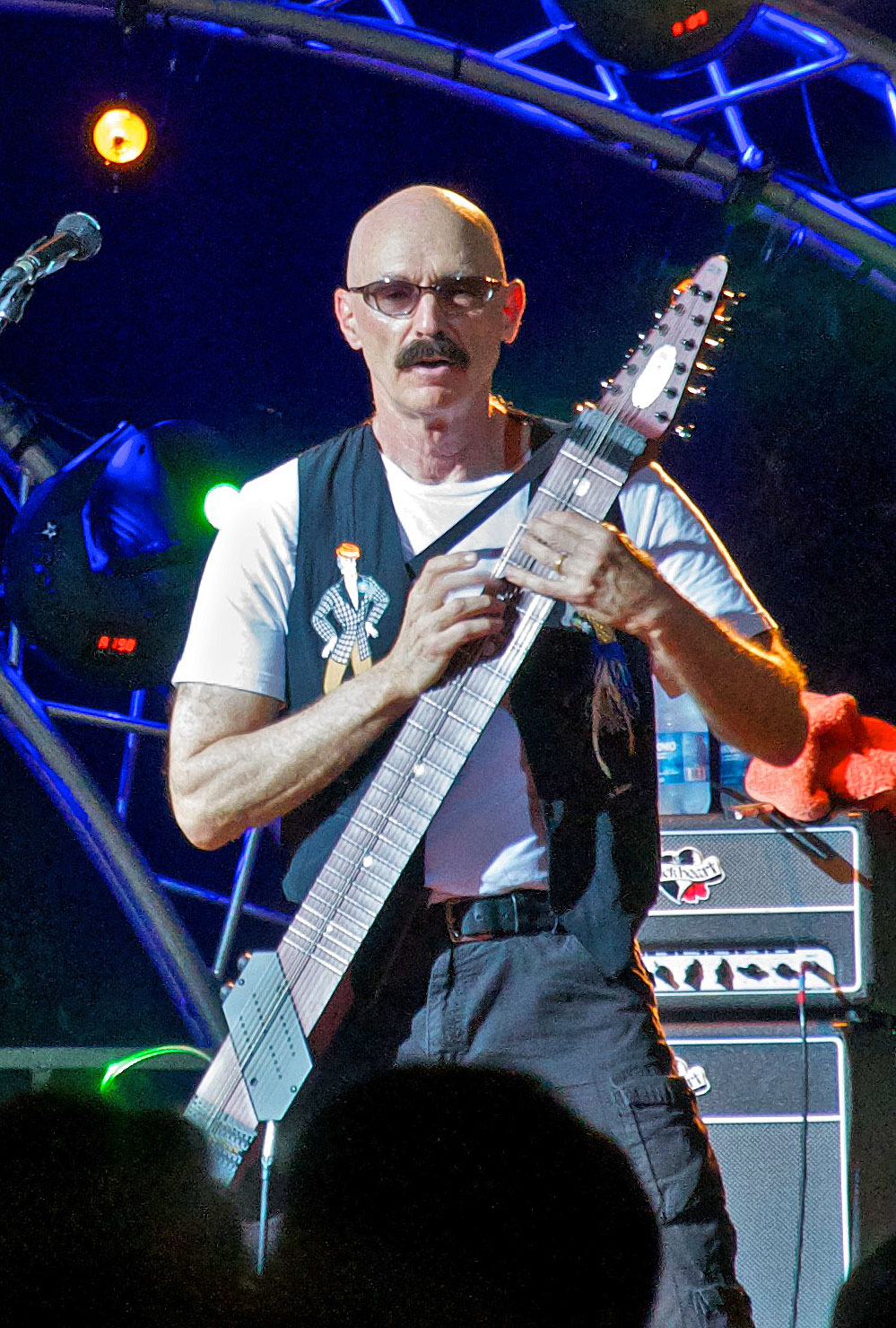
Tony Levin (ici en 2010) introduit le Chapman Stick chez King Crimson.

Une nouvelle formation se met en place afin d'assurer la promotion de l'album. Collins et Haskell deviennent membres de King Crimson à part entière, tandis qu'Andy McCulloch est engagé comme batteur. Ils n'ont cependant pas leur mot à dire sur l'évolution musicale de King Crimson : l'album Lizard est entièrement coécrit par Fripp et Sinfield. Musicalement, il s'avère plus influencé par l'avant-garde jazz et la musique de chambre que ses prédécesseurs et marque l'apparition du synthétiseur VCS3 entre les mains de Sinfield. Plusieurs invités participent à l'enregistrement, dont Keith Tippett au piano et Jon Anderson de Yes au chant. À sa sortie, en décembre 1970, Lizard est salué pour sa prise de distance vis-à-vis du son des deux premiers albums de King Crimson, mais il s'attire des critiques mitigées par la suite.
Haskell et McCulloch, davantage portés vers le rhythm and blues que vers cette musique expérimentale complexe, quittent le groupe après la sortie de Lizard. Ils sont remplacés par Ian Wallace à la batterie et Boz Burrell au chant, ce dernier apprenant également des rudiments de basse auprès de Fripp. Avec cette formation, King Crimson part en tournée en 1971, pour la première fois depuis 1969. Les critiques sont bonnes, mais le guitariste s'isole des autres membres du groupe, n'approuvant pas leur style de vie hédoniste. L'album Islands, enregistré la même année et sorti au mois de décembre, marque une rupture stylistique entre les deux derniers membres fondateurs du groupe : Sinfield favorise une approche jazz-folk assez douce, tandis que Fripp s'oriente dans une direction plus brutale illustrée par l'instrumental Sailor's Tale.
Après la tournée de promotion d'Island, les relations entre les deux hommes sont devenues si mauvaises, aussi bien sur le plan musical qu'humain, que Fripp demande à Sinfield de quitter le groupe. Les trois autres, frustrés que Fripp refuse d'intégrer leurs compositions dans le répertoire commun, décident de claquer à leur tour la porte. King Crimson survit juste assez longtemps pour donner les concerts qu'il s'est contractuellement engagé à assurer au début de l'année 1972. Paradoxalement, les relations au sein du groupe s'améliorent durant cette période, au point que Burrell, Collins et Wallace envisagent de revenir sur leur décision, mais Fripp préfère recruter de nouveaux musiciens, jugeant ces anciens incapables de jouer le genre de musique qu'il a en tête pour le futur album de King Crimson. En juin 1972 sort Earthbound, un album en public au son particulièrement médiocre enregistré durant la tournée américaine du début de l'année. Boz Burrell, Mel Collins et Ian Wallace forment alors le groupe Snape, avec le guitariste blues Alexis Korner qui sortira trois albums.

### DeLarks' Tongues in AspicàRed(1972-1974)

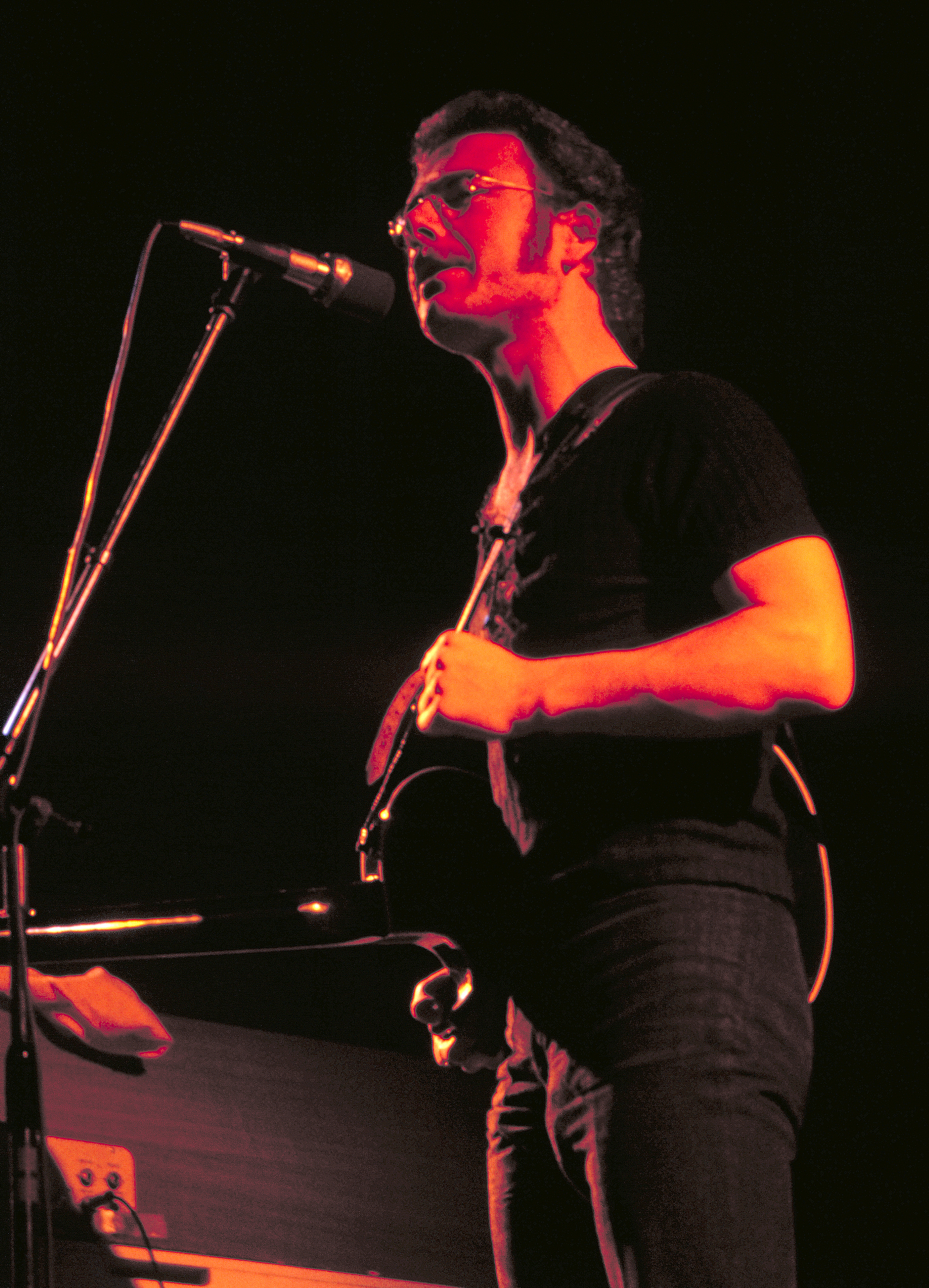
Robert Fripp en 1974.

Le nouveau King Crimson formé par Robert Fripp en 1972 comprend John Wetton (basse et chant), David Cross (violon et mellotron), Bill Bruford de Yes (batterie) et Jamie Muir (batterie et percussions), ainsi que Richard Palmer-James (ex-Supertramp) aux textes. Contrairement à Sinfield, le rôle de Palmer-James est limité à celui de parolier. Cette formation monte sur scène pour la première fois le 13 octobre au Zoom Club de Francfort, en Allemagne de l'Ouest. Elle se distingue par son fort penchant pour l'improvisation, ainsi que la présence scénique étonnante de Muir.
Le cinquième album de King Crimson, Larks' Tongues in Aspic, est enregistré en janvier-février 1973 et paraît au mois de mars. Il marque une rupture dans l'évolution musicale du groupe : le saxophone et la flûte, très présents jusqu'alors, ont laissé place au seul violon de Cross, tandis que Muir emploie une grande variété d'objets en guise d'instruments. Les influences dominantes sont le jazz fusion et la musique improvisée, mais le son du groupe lorgne également vers le heavy metal naissant.
À la suite d'une crise spirituelle, Jamie Muir quitte le groupe après quelques concerts supplémentaires pour devenir moine bouddhiste en Écosse. Réduit à un quatuor, King Crimson publie son sixième album, Starless and Bible Black, en mars 1974. Il se compose en majeure partie de titres enregistrés lors de concerts donnés en octobre et novembre 1973, retravaillés en studio. Seules les chansons The Great Deceiver et Lament sont entièrement issues du travail en studio. Des tensions apparaissent au sein du groupe après la sortie de l'album : David Cross est frustré que son violon soit si peu audible sur scène. Il s'isole de plus en plus et finit par être exclu après la tournée européenne et américaine de 1974.
Le trio Fripp-Bruford-Wetton retourne en studio au mois de juillet pour enregistrer Red. Le guitariste, désabusé par l'industrie musicale, découvre vers cette période les travaux de Georges Gurdjieff et connaît une sorte d'éveil spirituel qui l'incite à se mettre en retrait, laissant Bruford et Wetton s'occuper des séances d'enregistrement. Plusieurs musiciens de studio y participent, dont les ex-membres Ian McDonald et Mel Collins. Red paraît au mois d'octobre, mais King Crimson a alors cessé d'exister depuis le 25 septembre : Fripp considère que l'ère des groupes « dinosaures » est terminée et souhaite devenir « une petite unité indépendante, mobile et intelligente ». En guise d'épilogue paraît USA, un album en public enregistré durant la tournée nord-américaine de 1974. Eddie Jobson est engagé pour ajouter des overdubs de violon sur deux pièces où Cross est inaudible, il joue aussi le piano électrique sur une autre.

### DeDisciplineàThree of a Perfect Pair(1981-1984)

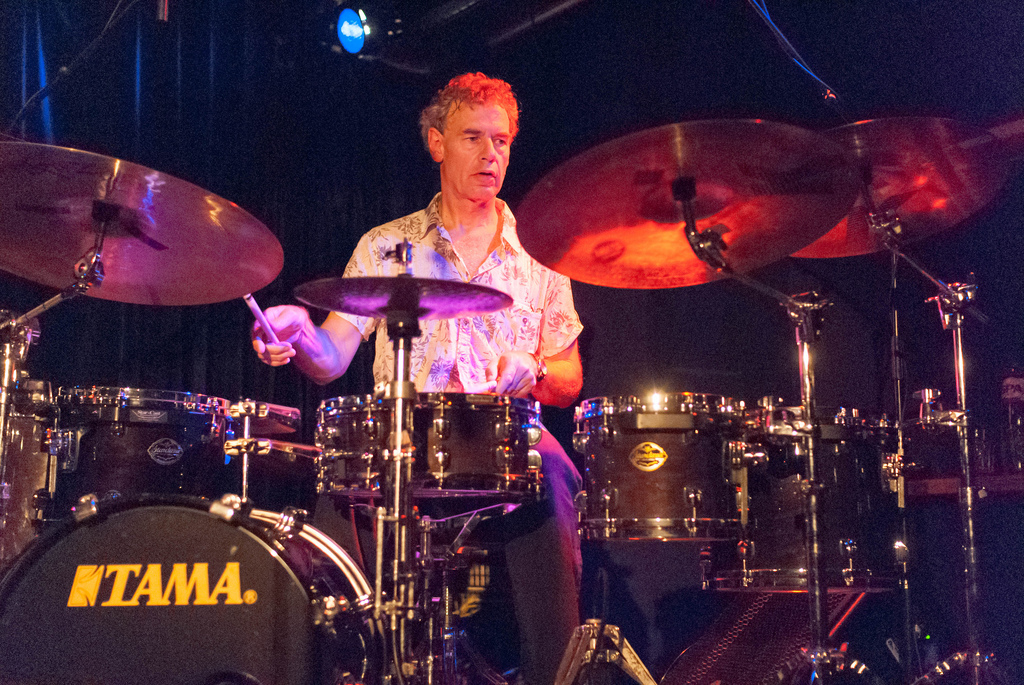
Bill Bruford (ici en 2008) est le seul ancien membre rappelé par Robert Fripp en 1981.

En 1981, Robert Fripp, qui s'est installé à New York, décide de créer un nouveau groupe. Il rappelle Bill Bruford et engage deux nouveaux musiciens américains : le chanteur et guitariste Adrian Belew et le bassiste Tony Levin. Ce quatuor, baptisé « Discipline », s'envole pour l'Angleterre afin de répéter et d'écrire de nouvelles chansons. Il fait ses débuts sur scène le 30 avril au Moles Club de Bath, dans le Somerset, avant d'entreprendre une tournée britannique avec les Lounge Lizards en première partie. Sa musique s'inspire en partie de la mouvance new wave, mais aussi des gamelans indonésiens. Les deux guitaristes se répartissent les tâches : Fripp joue des arpèges complexes tandis que Belew utilise ses pédales d'effet pour tirer toutes sortes de sons de son instrument, du barrissement d'éléphant Elephant Talk aux textures industrielles. La section rythmique emploie également des instruments inattendus : Levin introduit le Chapman Stick tandis que Bruford joue sur une batterie électronique Simmons SDS-V.
Le groupe, qui a repris le nom de « King Crimson » entre-temps, enregistre l'album Discipline, qui paraît au mois de septembre. Les compositions sont moins longues qu'auparavant et les paroles, écrites par Belew, plus humoristiques. D'autres influences s'y font sentir, du post-punk aux polyrythmies africaines. Sorti en juin 1982, Beat est le premier album de King Crimson à être enregistré par les mêmes musiciens que son prédécesseur. Plusieurs chansons font allusion à la Beat Generation, et l'album tout entier est parcouru par les thèmes du voyage et de la solitude. Plus pop que Discipline, malgré la présence de l'instrumental atonal Requiem, il produit le single Heartbeat, qui atteint la 57e position du classement américain Mainstream Rock.
Le quatuor peine à définir un style pour son troisième album. En fin de compte, Three of a Perfect Pair, enregistré en 1983 et sorti en mars 1984, est divisé en deux : la « face gauche » propose quatre chansons pop et un instrumental, tandis que la « face droite » offre des compositions plus expérimentales et parfois improvisées. Deux singles en sont tirés, la chanson-titre et Sleepless. Le dernier concert de la tournée de promotion de Three of a Perfect Pair est donné au Spectrum de Montréal le 11 juillet 1984. Il a été publié en 1998 sous le titre Absent Lovers: Live in Montreal. Fripp décide de dissoudre à nouveau le groupe au terme de cette tournée, mécontent de la tournure prise par les méthodes de travail du quatuor. La nouvelle n'est pas bien accueillie par les autres membres, notamment Bruford et Belew; ce dernier affirme avoir appris la nouvelle en lisant la presse. Néanmoins, les quatre hommes restent en bons termes.

### DeTHRAKàThe Power to Believe(1994-2003)

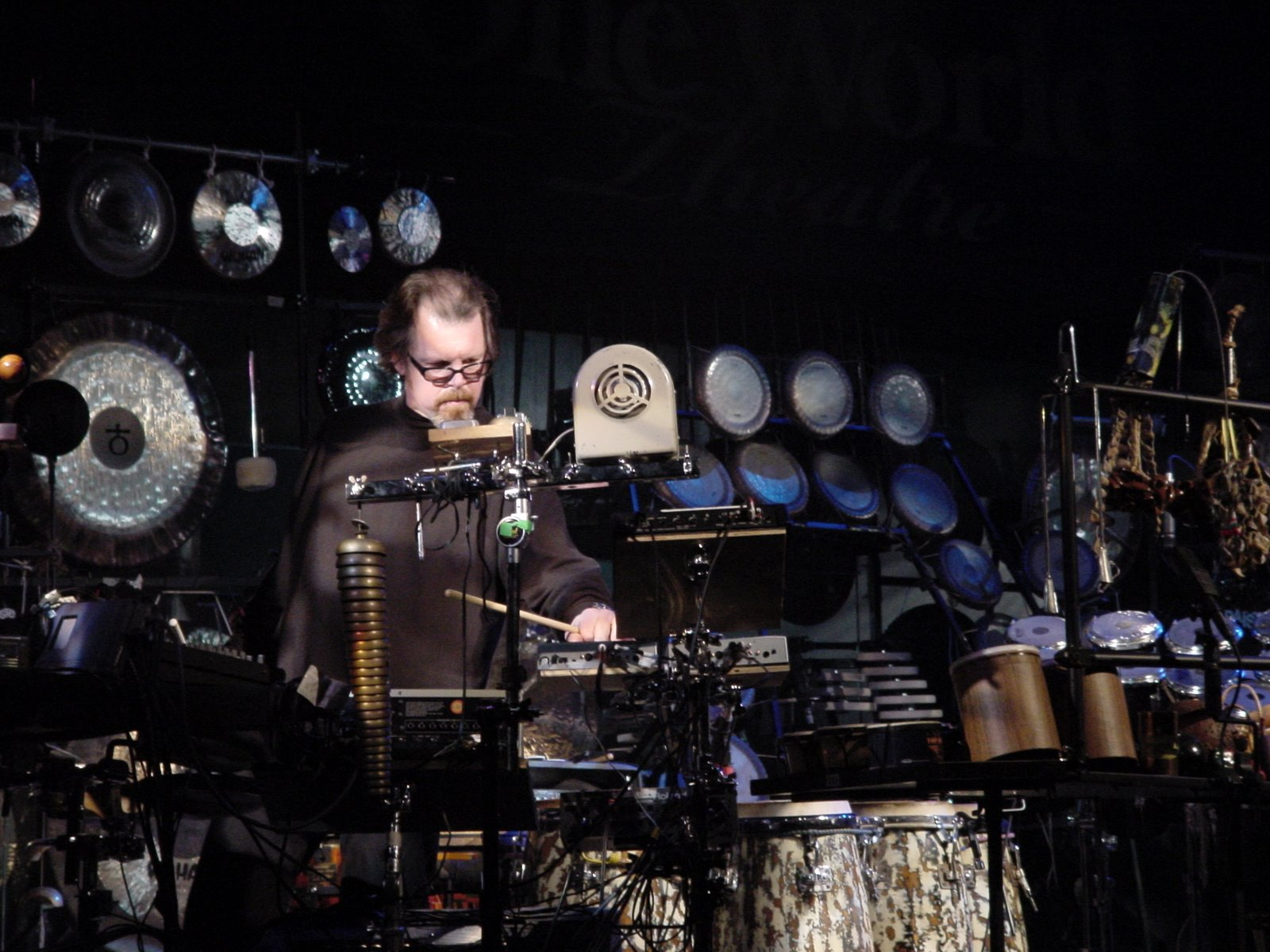
Pat Mastelotto.

Après un album, The First Day et une tournée avec David Sylvian en 1993, Robert Fripp commence à mettre sur pied une nouvelle formation de King Crimson. L'idée est de constituer un « double trio » avec deux guitaristes, deux bassistes et deux batteurs. Se retrouvent alors les quatre musiciens de la trilogie Discipline/Beat/Three of a perfect pair ainsi que deux nouveaux venus : Trey Gunn au stick et à la Warr guitar, et Pat Mastelotto à la batterie. Après avoir répété à Woodstock, dans l'État de New York, le sextuor publie un EP, VROOOM, en octobre 1994. Le nouveau son du groupe combine le duo de guitares de l'époque Discipline avec l'agressivité hard rock de Red, tout en incluant des idées relevant de la musique industrielle ou de l'ambient. Les chansons elles-mêmes, pour la plupart écrites par Belew, témoignent d'une influence accrue de la pop des années 1960.
Le onzième album de King Crimson, THRAK, est enregistré entre octobre et décembre 1994 pour une parution au mois d'avril 1995. Il reprend la plupart des chansons de VROOOM dans de nouvelles versions. Les concerts donnés durant cette période sont illustrés par les albums B'Boom: Live in Argentina (1995) et VROOOM VROOOM (2001), ainsi que sur THRaKaTTaK (1997), un collage d'une heure réalisé à partir d'improvisations scéniques.
Les répétitions qui débutent à la mi-1997 à Nashville sont jugées insatisfaisantes par Robert Fripp. Excédé, Bruford décide de mettre un terme à sa collaboration avec le groupe. Afin de sortir de cette impasse créative, les musiciens développent l'idée des ProjeKcts : des groupes indépendants les uns des autres, constitués de trois ou quatre membres de King Crimson seulement. L'objectif est de bénéficier d'une liberté d'improvisation accrue, tout en réduisant les coûts imposés par la logistique du double trio. Les quatre premiers ProjeKcts donnent des concerts aux États-Unis, au Royaume-Uni et au Japon tout au long des années 1998 et 1999, dont sont tirés plusieurs albums.
Au terme de l'expérience des ProjeKcts, King Crimson est réduit à un quatuor : outre le départ de Bruford, il doit également se passer de Tony Levin, pris par ses engagements auprès d'autres artistes en studio et sur scène. Le douzième album du groupe, the construKction of light, est donc enregistré à quatre dans la cave et le garage de la maison de Belew, près de Nashville. Il propose une musique froide et agressive, très électronique et pleine de changements de rythme propres à désarçonner l'auditeur. Au même moment, le quatuor enregistre un autre disque, Heaven and Earth, qui sort au même moment que the construKction of light, en mai 2000, sous le nom de « ProjeKct X ». La tournée qui suit leur sortie, dont certaines dates sont assurées avec Tool, donne lieu au triple album en concert Heavy ConstruKction en décembre 2000.
En octobre 2002 sort l'EP Happy with What You Have to Be Happy With, avec onze nouvelles compositions dont la moitié sont de brefs interludes vocaux chantés par Belew. Le reste oscille entre gamelan, morceaux ambient et parodies de blues ou de heavy metal. Plusieurs des chansons de l'EP sont reprises sur le treizième album de King Crimson, The Power to Believe, sorti en octobre 2003. Sa tournée de promotion est immortalisée par l'album EleKtrik: Live in Japan. Trey Gunn a entre-temps laissé sa place à Tony Levin pour se consacrer à des projets en solo.
De nouvelles répétitions, début 2004, ne débouchent sur rien de probant. Le groupe entre en hibernation tandis que Fripp s'interroge sur son avenir, celui du groupe et de l'industrie musicale en général.

### Groupes hommage (2002-2006)
Entre temps, d'anciens membres de King Crimson se réunissent en 2002 pour reprendre des chansons du groupe sous le nom de 21st Century Schizoid Band, d'après une chanson du premier album : Mel Collins (saxophone, flûte et claviers), Michael Giles (batterie), Peter Giles (basse et chœurs), Ian McDonald (saxophone, flûte et claviers). Ils sont accompagnés par Jakko Jakszyk (chant, guitare, mellotron) qui n'a jamais fait partie de King Crimson, mais le rejoindra en 2013. En 2003, Michael Giles est remplacé à la batterie par Ian Wallace, également ancien membre de King Crimson. Le groupe se produit en concert jusqu'en 2004 et sort cinq albums en public (voir discographie sur sa page).
En 2005, Ian Wallace fonde avec Tim Landers à la basse et Jody Nardone au piano le Crimson Jazz Trio, qui sort deux albums de reprises de King Crimson en version jazz (voir discographie sur sa page).
Le 21 septembre 2006, Boz Burrel, chanteur et bassiste sur l'album Islands (1971), meurt d'une crise cardiaque à Marbella, en Espagne.

### Nouvelle formation (2007-2023)

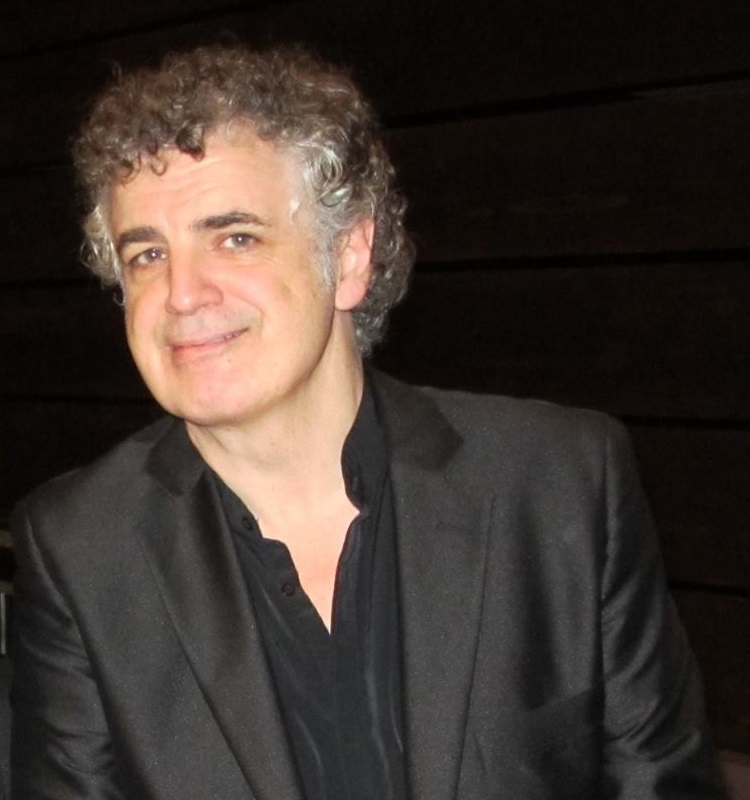
Jakko Jakszyk en 2014.

Peu après la mort de l'ancien batteur Ian Wallace le 22 février, une nouvelle formation de King Crimson est annoncée en 2007 avec Fripp, Belew, Levin, Mastelotto et le batteur Gavin Harrison. Une mini-tournée en août 2008 sert de prélude à la tournée célébrant le quarantième anniversaire du groupe, en 2009. La présence de deux batteurs sur scène donne un tour nouveau aux anciennes chansons du groupe. Au terme de cette série de concerts, King Crimson entre en hibernation.
L'album A Scarcity of Miracles paraît en 2011. Il est crédité à « Jakszyk Fripp Collins », un ProjeKct constitué de Robert Fripp, Mel Collins et le chanteur et guitariste Jakko Jakszyk. Tony Levin et Gavin Harrison participent également à son enregistrement. Bien que ce projet semble annoncer un possible réveil de King Crimson, Fripp annonce sa retraite en août 2012, fatigué par l'industrie musicale. Cette retraite est de courte durée, et un nouveau King Crimson est annoncé en septembre 2013. Il se compose pour la première fois de sept membres, avec Fripp, Levin, Harrison et Mastelotto, rejoints par Jakszyk, Collins et le batteur Bill Rieflin.
Cette formation à trois batteurs, qui joue plusieurs anciennes chansons de King Crimson dans des versions « reconfigurées », donne une première tournée en Amérique du Nord en septembre 2014. Un album, Live at the Orpheum, en est tiré début 2015. Suivent des tournées européenne, canadienne et japonaise. Une nouvelle tournée européenne, à l'automne 2016, voit le remplacement de Bill Rieflin, qui a mis sa carrière musicale en pause, par Jeremy Stacey. Le retour de Rieflin est annoncé en janvier 2017, aux côtés de Stacey qui reste présent. Rieflin mourra le 24 mars 2020 d'un cancer. À la fin de la même année, Gordon Haskell, chanteur et bassiste sur l'album In The Wake of Poseidon (1970) meurt à son tour.
Le 7 décembre 2016, Greg Lake, ancien chanteur et membre fondateur du groupe, meurt à Londres des suites d'un cancer, et quelques mois plus tard, le 31 janvier 2017, John Wetton, autre ancien chanteur-bassiste du groupe, meurt de la même maladie.
À l'occasion des cinquante ans du groupe en 2019, King Crimson effectue une tournée de cinquante dates cette même année, le 2019 Celebration Tour. La tournée passe par l'Europe, l'Amérique du Nord et l'Amérique du Sud. Par ailleurs, à compter du 13 janvier 2019, King Crimson publie chacune des cinquante semaines restantes de l'année un titre rare ou inhabituel tiré de leurs archives.
Depuis juin 2019, la discographie de King Crimson est disponible sur les plates-formes de diffusion en ligne sur internet.
Le 9 février 2022, Ian McDonald, multi-instrumentiste et autre membre fondateur du groupe, meurt à New York également des suites d'un cancer.

### Nouveau groupe hommage (2024)
Le 16 mars, Robert Fripp annonce et soutient sur sa page Facebook un nouveau groupe hommage constitué de Tony Levin, bassiste de King Crimson, Adrian Belew, ancien guitariste du groupe, accompagnés par le guitariste Steve Vai et le batteur Danny Carey. Son nom Beat a été suggéré par Fripp lui-même. Un premier concert est prévu le 17 septembre dans le cadre des Humphreys Concerts By the Bay de San Diego, en Californie.
Le 14 novembre 2024, Peter Sinfield, parolier du groupe à ses débuts, meurt à l'âge de 80 ans.
Le 17 février 2025, Jamie Muir, percussionniste du groupe de 1972 à 1973, meurt à l'âge de 82 ans. 

## Postérité
King Crimson est l'un des groupes de rock progressif les plus influents. Nombre de musiciens et diverses formations s'en revendiqueront plus ou moins largement, et dans divers genres musicaux. Le groupe de metal progressif The Mars Volta s'inspire largement de King Crimson, ainsi que Tool (ayant fait une tournée commune en 2001 aux États-Unis).
Le leader de Porcupine Tree, Steven Wilson, a remixé avec Robert Fripp lui-même nombre d'albums de King Crimson, et Gavin Harrison est batteur dans les deux formations. Dream Theater a également partagé l'affiche avec les deux trios d'Adrian Belew et Tony Levin. Mystery Jets revendique aussi l'influence du groupe.

## Hommages
En 2012, Médéric Collignon rend hommage à King Crimson avec l'album À la recherche du roi frippé, dans lequel il arrange le répertoire du groupe pour son quartet Jus de Bocse, augmenté pour l'occasion de deux quatuors à cordes,.
Dans Golden Wind, la cinquième partie du manga culte JoJo's Bizarre Adventure, le Stand (pouvoir) de l'ennemi principal se nomme King Crimson et son pouvoir secondaire Epitaph, Robert Fripp et le groupe en général apprécient cette interprétation de leur travail, l'ont référencé dans une interview et expliqué largement sur les réseaux sociaux.

## Membres

### King Crimson

#### Membres actuels
- Robert Fripp : guitare, guitare-synthétiseur, guitare MIDI, mellotron, claviers (depuis 1969)
- Jakko Jakszyk : guitare, chant, flûte (depuis 2013)
- Mel Collins : saxophone, flûte traversière, chœurs (1970-1972, depuis 2013)
- Tony Levin : basse, Chapman Stick, chœurs (1981-1999, depuis 2003)
- Pat Mastelotto : batterie, percussions (depuis 1994)
- Gavin Harrison : batterie (depuis 2007)
- Jeremy Stacey : batterie, claviers, chœurs (depuis 2016)

#### Anciens membres
- Greg Lake (†) : basse, chant (1969-1970), mort le 7 décembre 2016
- Michael Giles : batterie, chœurs (1969-1970)
- Peter Giles : basse (1970)
- Ian McDonald (†): saxophone, clarinette, flûte traversière, mellotron, chœurs (1969, 1974), mort le 9 février 2022
- Peter Sinfield (†) : textes, lumières, VCS3 (1969-1971), mort le 14 novembre 2024
- Gordon Haskell (†) : basse, chant (1970), mort le 15 octobre 2020
- Andy McCulloch : batterie (1970)
- Boz Burrell (†) : basse, chant (1971-1972), mort le 21 septembre 2006
- Ian Wallace (†) : batterie, percussions (1971-1972), mort le 22 février 2007
- John Wetton (†) : basse, chant (1972-1974), mort le 31 janvier 2017
- Jamie Muir : percussions, batterie additionnelle (1972-1973), mort le 17 février 2025
- Bill Bruford : batterie, percussions (1972-1998)
- David Cross : violon alto, mellotron (1972-1974)
- Richard Palmer-James : textes (1972-1974)
- Adrian Belew : guitare, chant, V Drums, percussions, textes (1981-2013)
- Trey Gunn : guitare, stick, warr guitar, talker (1994-2003)
- Bill Rieflin (†) : batterie, claviers, chœurs (2013-2015, 2017-2020), mort le 24 mars 2020

#### Invités en studio
- Peter Giles : basse (1970)
- Keith Tippett : piano (1970-1971)
- Jon Anderson : chant (1970)
- Nick Evans : trombone (1970)
- Mark Charig : cornet (1970, 1973)
- Robin Miller : hautbois, cor anglais (1970, 1973)
- Paulina Lucas : chant soprano (1971)
- Harry Miller : contrebasse (1971)

#### Invités en concert
- Hunter MacDonald : VCS3, ingénierie sonore (1972)
- Eddie Jobson : violon, piano électrique (1975)

### 21st Century Schizoid Man (groupe hommage)
- Jakko Jakszyk : guitare, chant, mellotron (2002-2004)
- Mel Collins : saxophone, flûte, claviers, chœurs (2002-2004)
- Ian McDonald (†) : saxophone, flûte, claviers, chœurs (2002-2004)
- Peter Giles : basse, chœurs (2002-2004)
- Michael Giles : batterie, chœurs (2002)
- Ian Wallace (†) : batterie, percussions (2003-2004)

### Beat (groupe hommage)
- Steve Vai: guitare (depuis 2024)
- Adrian Belew : guitare, chant (depuis 2024)
- Tony Levin : basse, Chapman Stick, chœurs (depuis 2024)
- Danny Carey : batterie (depuis 2024)

### Chronologie
- 21 : 21st Century Schizoid Band (groupe hommage)
- B: Beat (groupe hommage)

## Discographie

### Albums studio
- 1969 : In the Court of the Crimson King
- 1970 : In the Wake of Poseidon
- 1970 : Lizard
- 1971 : Islands
- 1973 : Larks' Tongues in Aspic
- 1974 : Starless and Bible Black
- 1974 : Red
- 1981 : Discipline
- 1982 : Beat
- 1984 : Three of a Perfect Pair
- 1995 : THRAK
- 2000 : The construKction of light
- 2003 : The Power to Believe

### Albums en concert
Entre parenthèses, les dates d'enregistrements des concerts
- 1972 : Earthbound (février - mars 1972)
- 1975 : USA (juin 1974)
- 1992 : The Great Deceiver (octobre 1973 - juin 1974)
- 1995 : B'Boom: Live in Argentina (octobre 1994)
- 1996 : THRaKaTTaK (octobre - novembre 1995)
- 1997 : Epitaph (mai - décembre 1969)
- 1997 : The Night Watch (23 novembre 1973)
- 1998 : Absent Lovers: Live in Montreal (11 juillet 1984)
- 1999 : Live in Mexico City (août 1996)
- 1999 : The ProjeKct (1997 à 1999)
- 2000 : Heavy ConstruKction (mai - juillet 2000)
- 2001 : Vrooom Vrooom (juin 1995 - août 1996)
- 2002 : Ladies of the Road (1971-1972)
- 2003 : EleKtrik: Live in Japan (16 avril 2003)
- 2015 : Live at the Orpheum (30 septembre - 1er octobre 2014)
- 2016 : Live in Toronto (20 novembre 2015)
- 2016 : Radical Action to Unseat the Hold of Monkey Mind (2015)